# مستقبل باطني
مستقبل باطني أو مستقبلة داخلية أو متقبل داخلي (بالإنجليزية: Interoceptor)‏ هوَ مستقبل حسي للمنبهات في الجِسم، ومن الأمثلة على المنبهات المُكتشفة من خلاله ضغط الدم وَمستوى الأكسجين في الدم.